# ウィリアム・ハーンドン
ウィリアム・ハーンドン（英: William Herndon、1818年12月25日 - 1891年3月18日）は、アメリカ合衆国の弁護士であり、エイブラハム・リンカーンと法律事務所を共同経営した。リンカーンの死後、その伝記を執筆・出版した。

## 経歴

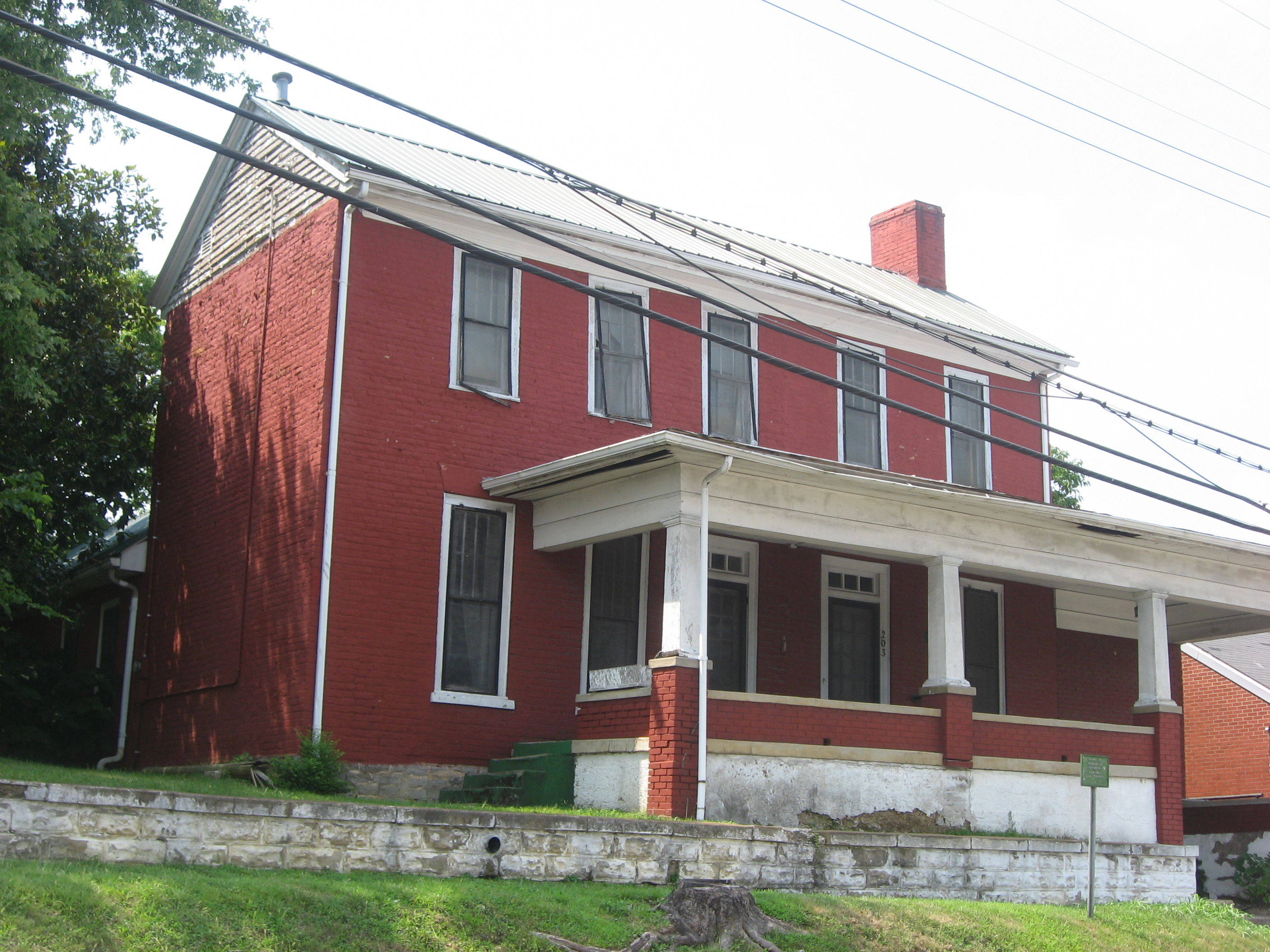
グリーンズバーグにあるハーンドンの生家

ハーンドンは1818年にケンタッキー州グリーンズバーグで生まれ、1820年に家族と共にイリノイ州に移転し、5歳の時にスプリングフィールドに入植した。1836年から1837年にイリノイ・カレッジに通った。1840年、メアリー・J・マクシーと結婚し、6人の子供をもうけた。メアリーは1860年8月18日に死亡し、翌年夏にアンナ・マイルズと再婚した。アンナとの間には2人の子供が生まれた。
ハーンドンはカレッジを修えたあと、スプリングフィールドで1841年まで事務員を務め、その後にリンカーンの所で法律実務を行うようになった。リンカーンとハーンドンはホイッグ党員となり、ホイッグ党が解体した後は、新生間もない共和党に入党した。1858年、ハーンドンは1860年大統領選挙でスティーブン・ダグラスに対抗するために使う資料をイリノイ州図書館で調べた。
ハーンドンは奴隷制度についてリンカーンよりも強硬な反対者であり、この問題についてリンカーンの見解を変えることに貢献したと主張していた。リンカーンが大統領に当選した後、奴隷制度に対する動きがあまりに鈍いと感じていた。この国から奴隷制度を取り除くための唯一の方法は「流血革命を通じて」しかないと考えていた。
ハーンドンはリンカーンの妻メアリー・トッド・リンカーンとの険悪な関係のために、リンカーンとの共同事業と友情を通じても、その自宅に招かれたことは無かったと主張していた。また、リンカーンの幼い2人の息子、ウィリーとタッドに対する過度の甘やかしに不満を抱いていたことも認めており、法律事務所での2人の躾ができていない破壊的な行動に対し、共同経営者に厳しい言葉を投げかけたこともあったと回想していた。ハーンドンが最後にリンカーンに会ったのは、ハーンドンがワシントンD.C.を訪れ、大統領から後妻の兄弟に郵便局長の指名を確保してくれることを期待した1862年のことだった。リンカーンは友好的にハーンドンを迎えたが、メアリー・トッドとの反目が続いていたために、ホワイトハウスの家族居室に招待されることは無かった。

## リンカーンの伝記作者
リンカーンが暗殺された後、ハーンドンは知り合いからリンカーンの生涯に関する話の収集を始めた。友人で共同経営者であるリンカーンの忠実な肖像を書こうと考え、ハーンドン自身の観察と、そのために集めた数百通の手紙およびインタビューに基づかせることを目指した。リンカーンを聖人としてではなく1人の人間として描こうと決め、当時ビクトリア時代のしきたりであったような書き方は、この偉大な国民的英雄の伝記には入れないでおこうとした。特に、リンカーンの「公式」伝記作者であるジョン・ニコレイとジョン・ヘイが「大衆に対する階級」という考え方でリンカーンの話を伝えるものと信じていた。

### 研究戦略
ハーンドンが最初にインタビューを行い情報を集めた研究手法は、今日では珍しいことではないが、19世紀の伝記の考え方には無かったことだった。ハーンドンのリンカーン伝記の材料には、通信文、聞き取り、回想、メモ、新聞の切り抜きなどが含まれていた。
そのようなインタビューの中には、1871年に行ったメアリー・トッド・リンカーンのインタビュー、デニス・ハンクス（リンカーンの従兄弟、成長期を共に過ごした）との2回の長いインタビューがあり、また1881年10月1日から1891年2月27日までハーンドンとワイク（後述）との間に交わされた数多い手紙やメモもあり、リンカーンの生涯に関する懐古談が含まれていた。
ハーンドンはまた、リンカーンの家族、学友、ニューセイラムやスプリングフィールドでの隣人、法律事務の共同経営者、法廷やイリノイ州議会での同僚、政党での仲間、およびホワイトハウスの職員から情報を集め、依存した。代表的な者としては、義兄弟のニニアン・ワート・エドワーズ、学友のロビー・ジェントリー、教師のメンター・グラハム、伝記作者のジョン・ヘイ、店員のジョン・B・ヘルム、継母のサラ・ブッシュ・ジョンストン・リンカーン、共同経営者のスティーブン・T・ローガン、弁護士のレナード・スウェット、義妹のフランシーズ・ウォレス、政治家のロバート・L・ウィルソンなどが居た。ジョン・ヘイは1866年9月5日付けの手紙でホワイトハウスにおけるリンカーンの日々の生活を論じ、「キリスト以来の偉大な人物」という言葉で締めくくっていた。ロバート・L・ウィルソンはホイッグ党員であり1830年代のイリノイ州議会議員を務め、リンカーンを含め背が高い党員が揃っていたので、「ロング・ナイン」と呼ばれた人々の一人だった。
ハーンドンの研究は「リンカーンの成長」「リンカーンのオーウェンズ嬢との交際」「リンカーン・ダグラス論争」「ラトリッジ嬢とリンカーン」および「リンカーンの手段」といった表題で纏められた。

### 著作とハーンドンのその後の人生
ハーンドンは、法律実務会社が成功し、選挙で選ばれたり指名されたりする様々な役職に就いたので、中年までは快適な生活を送っていた。しかし、南北戦争後は、投資の失敗、銀行の破綻、親戚や友人への寛大過ぎる支援、および収入が減っても倹約できなかったことなどで、財政的に厳しい状況になった。
1869年までに貧窮し、自宅を差し押さえられるまでに行っていたが、当時リンカーン伝記のゴーストライターとして協力していたウォード・ヒル・ラモンが支援を申し出た。ハーンドンはリンカーンの知人達との往復書簡原本を閲覧させ、写しを渡し、現金2,000ドルと印税2,000ドルまでを受け取る合意と引き換えに、少なくとも10年間はハーンドンがリンカーンの伝記を出版しないという合意書を交わした。ハーンドンが自身のリンカーン伝記を出版できるようになった時までに、続いていた財政的問題やアルコール使用障害など様々な個人的障害があり、ハーンドンは資料の山を一貫した文章に組み立てることができない状態になっていた。
1870年代後半のある時点で、ハーンドンはインディアナ州出身でリンカーンの賞賛者であるジェシー・W・ワイクとの文通を始めた。このころまでに、リンカーンが死んだ時は子供だったワイクのようなリンカーンに心酔する人が増えてきており、ハーンドンに手紙を送って、リンカーンに関する記憶に関わるもの、特に身の回り品や自筆原稿などを求めるようになっており、ハーンドンは無料で応じざるを得ないことが多かった。ハーンドンが若いワイクに、所有する法的文書の山の中からリンカーンの自筆原稿を送ったとき、ワイクは感謝を込めてハーンドンに手紙を送り続け、このとき始まった友情が遅れていたリンカーン伝記の完成に繋がることになった。

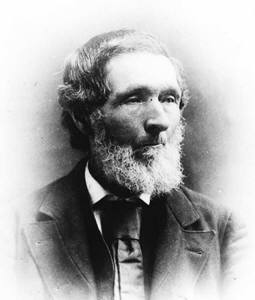
老年のハーンドン

意欲的な書き手だったワイクは、スプリングフィールドにあったハーンドンの農園や、インディアナ州グリーンキャッスルにあったワイクの自宅で会合することが多くなった。グリーンキャッスルにはワイクの父が雑貨店を構えており、ハーンドンも招待されることが多かった。ハーンドンは、自分で伝記を完成させることができないこと、完成させるとすれば助けが必要なことを認め、若いワイクにその伝記材料を与え、自身の記憶するリンカーンについて常に言葉で丁寧に伝えた。2人の共同作業は、それぞれの文章の書き方が著しく異なり、どのような伝記を作り上げるかという思いが異なっていたために、議論になることが多かった。ワイクは編年体で編んでいくことを好んだが、ハーンドンは基本的に家庭生活、法律実務、政治哲学などに分類した懐古談を緩く結びつけていく形を望んだ。しかし二人は互いに完全に依存し合っていることを認識していたので作業が続けられた。ワイクはハーンドンに史料と直にリンカーンに接していた故の証言を求めており、ハーンドンはワイクに原稿を創り出すエネルギーと増加する資金の援助を頼っていたので、それらが二人の関係を続けさせる絆になった。
二人の共同作業の成果である『ハーンドンのリンカーン：偉大な人生の真の話』は1889年にベルフォード・クラーク・アンド・カンパニーから3巻本で出版された。実際に原稿の大半を書いたのはワイクであり、共著者として認められた。この書は、リンカーンの母の庶出（さらにはリンカーン自身のそういう噂まで）、ハーンドンの長い間の宿敵だったメアリー・トッド・リンカーンに関する時として悪意のあるような否定的表現、エイブラハム・リンカーンの自殺願望、アメリカ史の中でも急速に崇拝され美化されていた殉教者大統領について聖人とは決定的にかけ離れた証言といったありのままの事実を含んでいたために、様々な評価を受けた。
この書を非難した中でも特に厳しかったのがリンカーンの長男ロバート・トッド・リンカーンであり、そのハーンドンに対する敵意は、アン・ラトリッジが父リンカーンの人生で唯一のロマンスの相手であるという証言が一番大きく影響したものだった。出版社の事業に問題があり、財務も好くなかったことに、当初の売り上げがはかばかしくなかったことも手伝って、二人の共著者への印税は僅かなものとなり、ハーンドンの分け前の大半はワイクから度々前借りしていた借金の返済に消えた。
1891年、ハーンドンはスプリングフィールドの北にあった自身の農園で、ほとんど貧窮のうちに死んだ。その死の時に、ハーンドンの所有していたリンカーンに関する史料や通信文の大半が共著者のジェシー・ワイクの所有に移され、その家族はその後50年間保存し続けた。ハーンドンはリンカーンの墓があるスプリングフィールドのオークリッジ墓地に埋葬されている。

## 作品
- 『ハーンドンのリンカーン：偉大な人生の真の話』、ウィリアム・ハーンドン、ジェシー・W・ワイク共著、1889年、この伝記は以下のインターネットアーカイブのサイトからダウンロードできる。
  - volume 1;
  - volume 2;
  - volume 3

- 手紙

(1) ウィリアム・ハーンドンからジェシー・W・ワイク宛て、1886年1月16日、ハーンドン・ワイク・コレクション、連邦議会図書館
(2) メアリー・トッド・リンカーンからデイビッド・デイビス宛、1867年3月6日, 『メアリー・トッド・リンカーン: その人生と手紙』、ジャスティン・G・ターナーおよびリンダ・リービット・ターナー編集、1972年
- 『エイブラハム・リンカーンの血筋：傑出した祖先の調べられた出自』、R・ビンセント・エンロウ、ハーンドンの証言に拠る、Genealogy Today、2001年

- 「エイブラハム・リンカーン作品集』、エイブラハム・リンカーン、ロイ・P・バスラー編集、1848年2月15日、リンカーンからハーンドンへの手紙

## 伝記
『リンカーンのハーンドン』、デイビッド・ハーバート・ドナルド著